# Жуэ
Жуэ́ (фр. Jouey) — коммуна во Франции, находится в регионе Бургундия. Департамент коммуны — Кот-д’Ор. Входит в состав кантона Арне-ле-Дюк. Округ коммуны — Бон.
Код INSEE коммуны 21325.

## Население
Население коммуны на 2010 год составляло 202 человека.
| 1962 | 1968 | 1975 | 1982 | 1990 | 1999 | 2010 |
| ---- | ---- | ---- | ---- | ---- | ---- | ---- |
| 315  | 324  | 277  | 232  | 226  | 205  | 202  |

## Экономика
В 2010 году среди 121 человека трудоспособного возраста (15-64 лет) 94 были экономически активными, 27 — неактивными (показатель активности — 77,7 %, в 1999 году было 73,4 %). Из 94 активных жителей работали 87 человек (53 мужчины и 34 женщины), безработных было 7 (2 мужчин и 5 женщин). Среди 27 неактивных 7 человек были учениками или студентами, 14 — пенсионерами, 6 были неактивными по другим причинам.